# ESMTP
O SMTP Estendido, ou do inglês Extended SMTP (ESMTP), é uma definição de extensões de protocolo para o padrão Simple Mail Transfer Protocol. O formato da extensão foi definido na RFC 1869 em 1995.
A RFC 1869 estabeleceu uma estrutura para as atuais e futuras extensões, para produzir um meio gerenciável e consistente pelo qual os clientes e servidores SMTP possam ser identificados e servidores SMTP possam indicar extensões suportadas para clientes conectados.